# Robuszta kávé

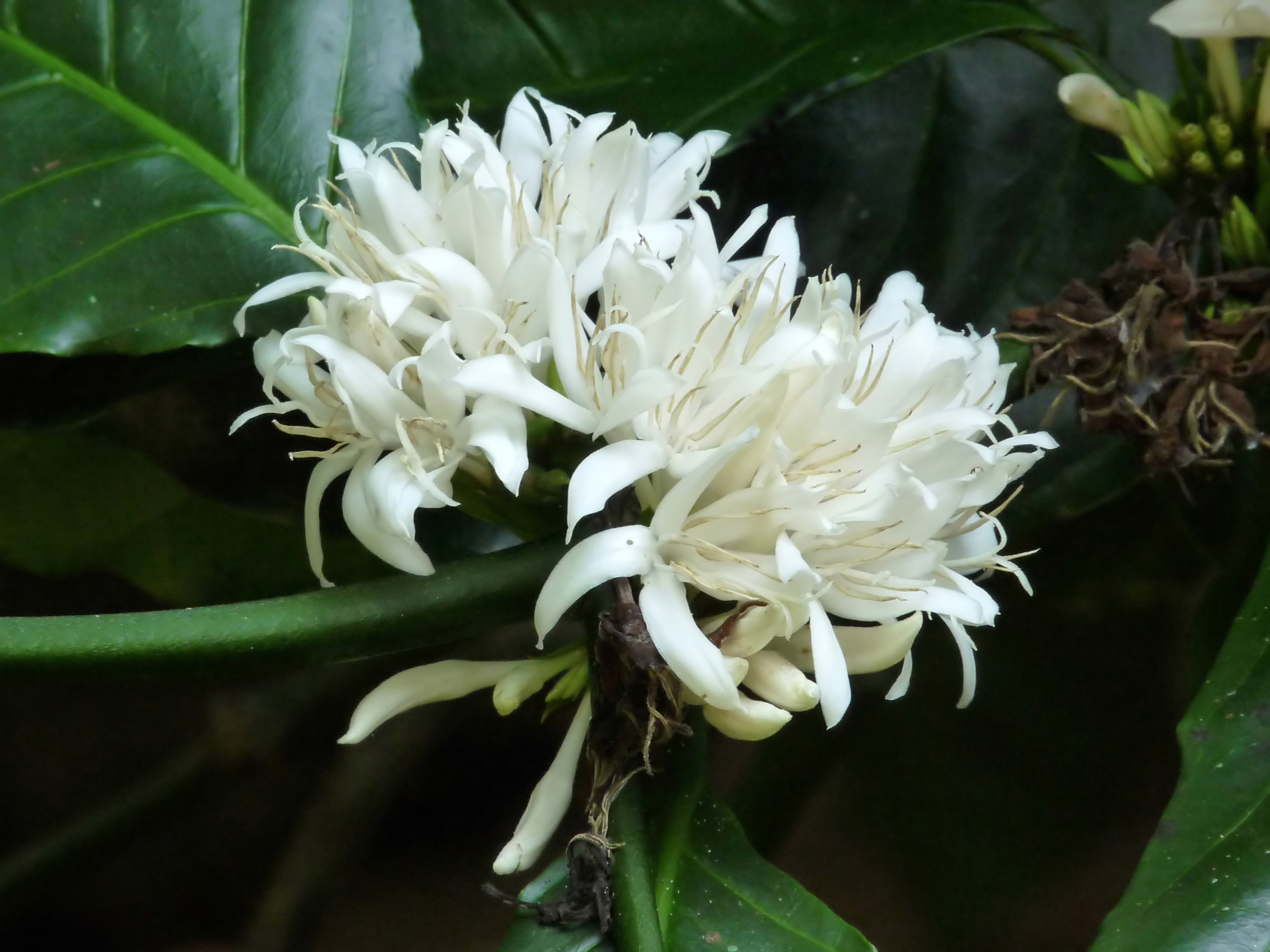
Virágai

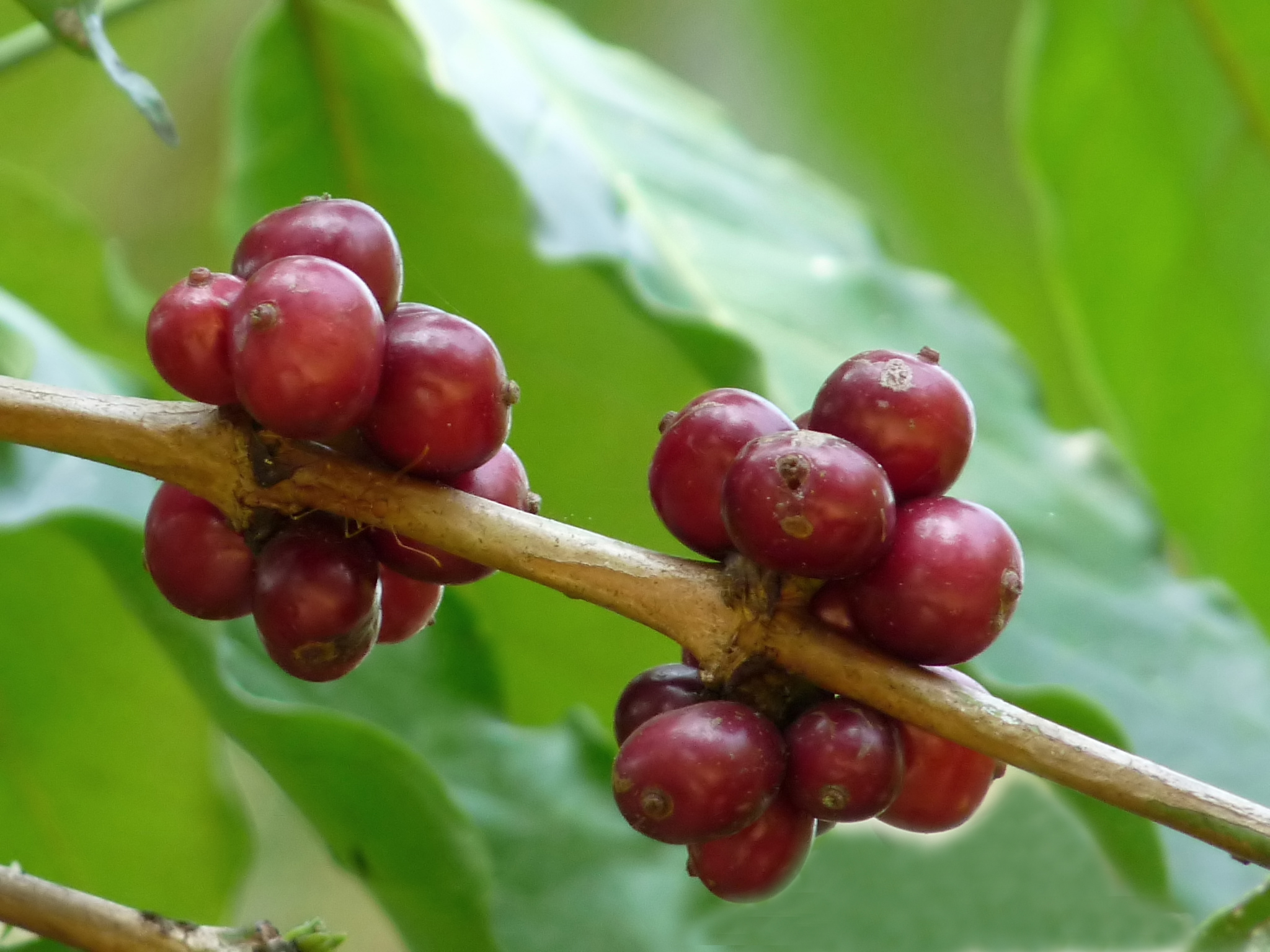
Érett termései

A robuszta kávé (Coffea canephora) a kávé (Coffea) nemzetség haszonnövényként termesztett egyik faja. Az arab kávé után a második leggyakrabban termesztett kávéfaj a világon. Mindkét faj feldolgozott magjából készül a világszerte közkedvelt ital, a kávé.
A robuszta kávé magjai sárgásszürke színűek, kerekdedek és egyenes bevágás van rajtuk. A növény az arab kávénál ellenállóbb és alkalmazkodóképesebb (jobban tűri a magasabb hőmérsékletet és a páratartalmat, alacsonyabb tengerszint feletti magasságokban is termeszthető, kevésbé érzékeny a kártevőkkel szemben), viszont a magjából készült kávé kevésbé aromás és magasabb a koffeintartalma is. S habár ezen tulajdonságai miatt olcsóbb kávé állítható elő belőle, az Indonéziában termő Kopi Luwak vagy Civet Coffee fajtájából a legdrágábbak közé tartozó kávé készül.
A robuszta kávét csupán az 1800-as évek végén fedezték fel Afrikában az Egyenlítő mentén a Nílus-expedíció során. Ezt követően jelent meg Európában Olaszországban a belőle készült kávé. Az olcsóbb robusztának köszönhetően a kávé szélesebb társadalmi rétegek számára is elérhetővé vált, a kereslet növekedésével pedig megindult a kávékészítés gyorsabb és hatékonyabb módjainak fejlődése is. Ennek köszönhetően jelentek meg az eszpresszó kávék és Olaszországban az első kávébárok.